# オペア
オペア（オーペア、仏: au pair）は外国にホームステイして現地の子供の保育や家事をする見返りに滞在先の家族から報酬をもらって生活する留学制度のことである。オーペア、マザーズヘルプとも言われる。滞在先の家族は人を雇う金銭的余裕が必要なので、オペア受け入れの制度は先進国で浸透しているケースが多い。
アメリカのオペア留学プログラムは、国務省が管轄しており世界40ヶ国以上のオペアが参加している。他国に比べプログラムの制度が明確に確立されているのが特徴の1つである。プログラムに参加するには、米国政府認定のエージェントに登録する必要があり、そのエージェントがJ-1（交流訪問者）ビザをスポンサーしている。滞在は最短1年間、最長2年間となり、2年目は6、9、12ヶ月と選択する事が可能である。
デンマークでは40年以上前から導入されている制度であるが、その制度の見直しや廃止が唱えられている。その理由としては、オペアの出身国の約90％がフィリピン人で、オペアの雇用者の多くが年収2000万円以上の裕福な家庭であることや、異文化交流目的ではなくキャリア志向の女性の権利やワークライフバランスを守るために、安い労働力としてメイドのような形でオペアが利用されていることが挙げられた。デンマークのオペアは、食事と住居付きであるが月30時間の労働に月額67000円（税引き前）というもので、これは労働力の搾取であり制度の悪用であるという意見もある。

## 制度の利用に必要な条件
※国によって基本条件は異なる。

### アメリカ
| 項目     | 内容                       |
| -------- | -------------------------- |
| 年齢     | 18歳から26歳まで           |
| 経験     | 200時間以上の保育経験      |
| 労働時間 | 45時間/週                  |
| 滞在期間 | 1年間                      |
| 学歴     | 日本人であれば高校卒業以上 |
| 言語能力 | 基本的な英語力がある       |
| 健康状態 | 良好で喫煙をしない         |
| その他   | 未婚で犯罪歴がないこと     |

### フランス
オペアは若い女性がフランス語を学ぶ方法として昔から好まれてきたが、最近では若い男性にも広がっている。フランスでのオペアのお小遣いは週60ユーロで、これに週20ユーロの語学教室への寄付が加わる場合が多い。パリでは95ユーロ相当のカルト・ナビゴ（都市交通パス）を提供する場合もある。ヨーロッパ人以外のオペアにはフランス語コースの受講が義務付けられている。
フランスには政府主催の公式なオペアプログラムはないが、多くの定評ある機関がUFAAP（Union Francaise des Associations Au Pair、1999年に設立された統括団体、パリのユーロペアサービスを拠点とする）に所属している。そのため、多くのオペアは学生ビザでフランスに入国し、オペアは1日5時間、週30時間以内の勤務に制限され、給与は一般的に250から300ユーロである。
また、フランスにはヌヌー（nounou）という保育ママのようなものがあり、多くの場合、移民がその仕事に就いている。

### その他の国
基本的にはその国のビザの規定に依存する。
ワーキングホリデービザを利用しオペアをする事が多いが、学生ビザでの就労が認められていれば
学生ビザでもオペアをする事が可能。
また、ヨーロッパではオペア制度が盛んであるため、専用のオペアビザが取得可能な場合も多い。
保険やその他の細かい規定は取得したビザに依存する。

## 日本の支援組織
最大手は、日本で初めてオペアを米国に派遣した Intrax（イントラックス）というアメリカ国務省認定の教育機関である。
- イントラックス オペアケア（ https://www.intraxjp.com/aupaircare/ ）
- イントラックス オペアケア米国本部（ https://www.aupaircare.com/ ）

その他のエージェンシー
- オペアAIJ（ http://www.aupairaij.com/ ）
- ワールドオペアジャパン（ http://www.worldaupairinjapan.net/ ）
- PIEE（ http://www.piee.jp/ ）
- World Unite Japan 株式会社（https://worldunite.jp/ https://www.aupairinamerica.com/）